# Turkmenistan na Mistrzostwach Świata w Lekkoatletyce 2015
Turkmenistan na Mistrzostwach Świata w Lekkoatletyce 2015 – reprezentacja Turkmenistanu podczas Mistrzostw Świata w Pekinie liczyła 1 zawodniczkę, która nie zdobyła medalu.

## Występy reprezentantów Turkmenistanu
| Konkurencja          | Zawodniczka        | Runda 1  | Runda 1 | Półfinał | Półfinał | Finał    | Finał   |
| Konkurencja          | Zawodniczka        | Rezultat | Pozycja | Rezultat | Pozycja  | Rezultat | Pozycja |
| -------------------- | ------------------ | -------- | ------- | -------- | -------- | -------- | ------- |
| Bieg na 100 m kobiet | Walentina Meredowa | 12,25    | 47.     | NQ       | NQ       | NQ       | NQ      |